# Álvaro Gestido
José Álvaro Pelegrín Gestido Pose  (Montevidéu, 17 de junho de 1907 - Santa Clara de Olimar, 18 de janeiro de 1957) foi um futebolista uruguaio. Era o lateral-esquerdo titular da seleção uruguaia campeã da primeira Copa do Mundo FIFA. Embora não fosse considerado craque, foi considerado alguém no lugar certo e na hora certa. Ganhou também o ouro olímpico de 1928 e diversos títulos nacionais no Peñarol, sendo um dos dois únicos representantes deste clube no time titular uruguaio na final de 1930. É um dos poucos futebolistas Campeões Olímpicos e também da Copa do Mundo.
Gestido também foi irmão de Óscar Diego Gestido, presidente do Uruguai no ano de 1967, dez anos após a morte precoce do jogador. Oscar era inclusive descrito como mais talentoso no futebol, mas abdicou da carreira esportiva em prol da militar. Álvaro também desenvolveu carreira militar até ser reformado, sendo apelidado primeiramente de "Tenente Gestido" pela torcida do Peñarol. Depois, quando foi ao mesmo tempo capitão do Exército, do Peñarol e da seleção, virou o "Capitão Gestido".

## Carreira em clubes

### Antes do Peñarol
Gestido entrou para os juvenis do Peñarol em 1922, recebendo o apelido de Varita. Tal como irmão Óscar, ingressou na Escola Militar e passou a defender a equipe dela, competindo em liga universitária. Seu primeiro clube de futebol adulto veio a ser o Solferino, onde ingressou em 1925. Em 1927, o time foi rebaixado.
A queda não impediu que Gestido terminasse convocado, ainda como jogador do Solferino, à seleção uruguaia que foi disputar o futebol nos Jogos Olímpicos de Verão de 1928. Já havia estreado pela seleção ainda em 1927.[carece de fontes?] Após as Olimpíadas, pediu passe para o Peñarol.

### Em três décadas diferentes pelo Peñarol
No Peñarol, foi campeão uruguaio já no ano de 1928, assim como em 1929, 1932, 1935, 1936, 1937 e 1938. Apesar disso, o clube não se fez muito presente na seleção ao longo da década de 1920, em função de um cisma a durar de 1921 a 1926.
Nesse período, os aurinegros estiveram rompidos com a associação uruguaia reconhecida pela FIFA, disputando um campeonato à parte. Entre os titulares uruguaios na final da Copa do Mundo FIFA de 1930, só havia dois jogadores do Peñarol, mesmo número de jogadores fornecidos pelo Bella Vista. Gestido era um dos aurinegros naquela Celeste, ao lado de Lorenzo Fernández, com quem no clube compunha com Gildeón Silva um trio de volantes apelidado de Cortina Metálica.
O trio se formou ainda em 1928, quando Gestido chegou já sendo titular, no flanco esquerdo. Em 1929, com Gestido titular, foi obtida também a Copa do Rio da Prata, em tira-teima com o campeão argentino, derrotando-se por 3-0 o Huracán, onde jogava Guillermo Stábile. O trio da Cortina Metálica perdurou até 1932. Dos campeonatos em disputa realizados até lá, o Peñarol só não foi campeão em 1931.
O time também foi finalista em 1933, quando Silva já não fazia parte e com Gestido passando a disputar o posto de volante central com Fernández; Ereb Zunino havia substituído Silva no flanco direito, enquanto o esquerdo era alternado entre Nicolás Riccardi e Galileo Chanes. O rival Nacional terminou campeão. A situação se repetiu em 1934, com a mesma escalação do trio de volantes e título sendo do rival. Gestido firmou-se na posição de volante central em 1935, ano em que Fernández foi definitivamente afastado do plantel por divergências com os dirigentes. Apesar da polêmica e das dificuldades econômicas, o Peñarol voltou a ser campeão.
Com Gestido de central, acompanhado de Zunino e Chanes pelos flancos, o Peñarol foi novamente campeão em 1936, de modo invicto. O título, o quinto desde o fim do cisma, permitiu ao clube a posse definitiva do troféu então premiado ao campeão. Para 1937, Chanes foi reposto por Raúl Rodríguez. Gestido e Zunino permaneceram na titularidade e nova conquista seguida veio, com direito a um 4-0 na rodada final no clássico com o Nacional, que vinha invicto até então. Completavam-se ali onze jogos seguidos de invencibilidade aurinegra no duelo com o rival.
A invencibilidade caiu em 1938, mas o Peñarol foi novamente campeão, pela quarta vez seguida. Foi o primeiro tetracampeonato seguido na história do futebol uruguaio. Gestido já não foi titular absoluto, alternando-se com Francisco Palermo. Essa alternância continuou no campeonato seguinte, em que o Peñarol novamente terminou líder, mas empatado com o Nacional, que viria a ganhar já no início de 1940 o jogo-extra; e para o ano de 1940, no qual o título novamente foi do rival.
Inicialmente, a última partida de Gestido pelo Peñarol foi contra o River Plate, em amistoso que em 1941 celebrou os cinquenta anos de fundação do Peñarol. Essa partida, ganha por 4-2, deu-se em 28 de setembro, ainda antes do início do campeonato uruguaio, travado de outubro a dezembro.

### Breve retorno: "O Cavalheiro do Esporte
Gestido retornou brevemente aos gramados em 1944, solicitado pelo Peñarol em função de lesão sofrida por Obdulio Varela. Aceitou, sob esses dizeres: 
Se o Peñarol me necessita... as forças desportivas que me sobram são para o clube dos meus amores 
Disputou duas partidas entre 10 e 18 de julho, primeiramente contra o Montevideo Wanderers, sendo homenageado pelo próprio presidente do adversário com uma medalha de ouro gravada com a expressão "Cavalheiro do Esporte". O outro jogo foi contra o Liverpool uruguaio, representando a saída definitiva de Gestido do futebol competitivo. As partidas foram válidas pelo Torneio Competência e atraíram 40 mil pessoas em cada uma, ambas vencidas. Meses depois, em 22 de setembro daquele ano, Gestido recebeu a distinção de sócio honorário do Peñarol.

## Seleção

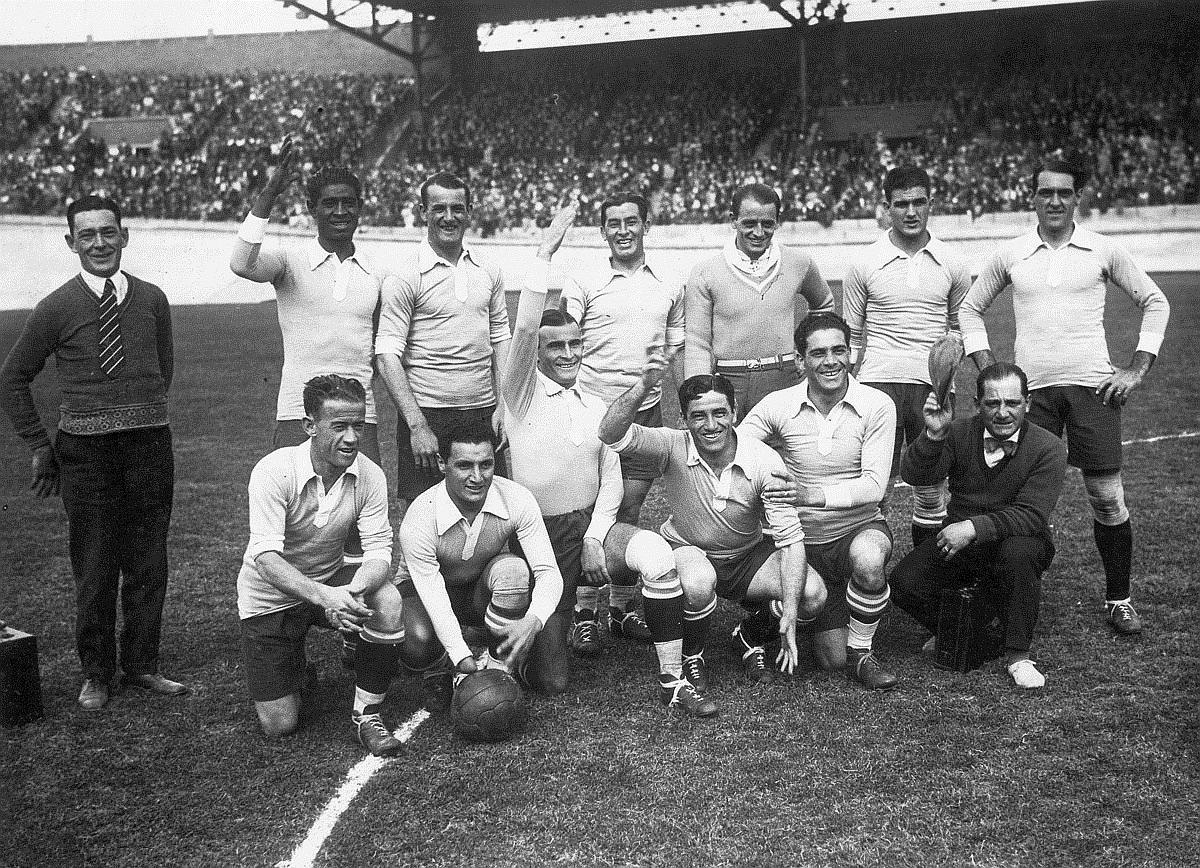
O Uruguai que foi campeão olímpica de 1928. Gestido é o penúltimo jogador em pé.

O Uruguai antes da final da primeira Copa do Mundo. Gestido é o primeiro jogador em pé.

Gestido estreou pela Seleção Uruguaia em 14 de julho de 1927, data de derrota de 1-0 para a Argentina em Montevidéu pela Copa Newton.[carece de fontes?] Ainda como jogador do Solferino, rebaixado ao fim daquele ano, Gestido integrou o elenco convocado para as Olimpíadas de 1928.[carece de fontes?]" Tinha até então somente duas partidas pelo Uruguai, mas a despeito disso e do rebaixamento foi titular em todo o torneio, ganho pelos uruguaios  apesar da torcida contra dos anfitriões neerlandeses, cuja seleção foi precocemente eliminada pela Celeste.
Gestido, no ano seguinte, disputou apenas uma partida na Copa América de 1929, e o Uruguai ficou em terceiro.[carece de fontes?] Naquele mesmo ano, o país bicampeão olímpico foi escolhido por aclamação para sediar no ano seguinte a primeira Copa do Mundo FIFA.
Para a Copa, Gestido voltou à titularidade, ocupando em todas as partidas o flanco esquerdo do trio de volantes, ao lado de Lorenzo Fernández e José Leandro Andrade. Era ao lado de Fernández um dos dois únicos atletas do Peñarol no time titular, e sua parceria com ele no clube era apelidada de Cortina Metálica. Na decisão, Gestido teve ligeira falha no segundo gol argentino, no qual o autor Carlos Peucelle chutou em antecipação à tentativa de marcação do volante.
Curiosamente, tanto a estreia como a despedida de Gestido pela seleção foram em derrotas exatamente para a própria Argentina. Defendeu pela última vez o Uruguai em 15 de agosto de 1940, data em que a Celeste foi derrotada por 5-0 em Buenos Aires pelos vizinhos.[carece de fontes?] Até lá, porém, Gestido foi uma figura ausente nas principais competições, não participando das três Copas América disputadas pelos uruguaios no período (1935, 1937 e 1939).[carece de fontes?] O Uruguai também ausentou-se deliberadamente das Copas do Mundo FIFA de 1934 e 1938, em retaliação à larga ausência de seleções europeias na edição de 1930; e também não disputou as Olimpíadas de 1936, para as quais estava classificado como campeão sul-americano em 1935. A vaga terminou com o Peru.[carece de fontes?]
Ao todo, foram 26 jogos oficiais de Gestido pela seleção, sem gols.[carece de fontes?]

## Além do futebol
Gestido desenvolveu carreira militar (acabaria apelidado de "Tenente Gestido" pela torcida) até ser reformado, passando a ser pecuarista no interior uruguaio de Santa Clara de Olimar. Seu irmão Óscar Diego Gestido também era militar, priorizando mais esta carreira embora fosse considerado mais talentoso no futebol, vindo a ser presidente do Uruguai ao longo do ano de 1967, quando faleceu. Álvaro havia falecido precocemente dez anos antes.
Foi velado na sede do Peñarol. Essa ocasião quebrou um juramento de José Pedro Cea, colega na Copa do Mundo FIFA de 1930 fanático pelo arquirrival Nacional, a ponto de jurar publicamente que jamais entraria na sede aurinegra. Para a surpresa geral dos presentes, Cea apareceu por lá, para despedir-se do amigo, declarando que "vocês nunca poderão saber que classe de homem perderam. Perdas assim são impossíveis de se empatar", em referência ao apelido que Cea tinha de Empatador Olímpico por ter feito o gol do empate uruguaio na vitória de virada por 4-2 na final da Copa. Ele afirmou também o seguinte:
"Álvaro Gestido foi meu amigo e devo a ele ter sido campeão do mundo em 1930. Me custou vir, mas não devia faltar. É uma dívida de honra estar nesta homenagem. Porque, ademais, lhe direi, foi o maior de todos os peñarolenses como jogador, como pessoa, como atleta e como peñarolense".

## Títulos
- Campeonato Uruguaio: 1928, 1929, 1932, 1935, 1936, 1937, 1938 e 1944 [1]
- Olimpíadas: 1928 [1]
- Copa do Mundo FIFA: 1930 [1]